# Скандал саентологии
Скандал саентологии (англ. The Scandal of Scientology) — книга американского писателя и журналиста Полетт Купер, посвящённая истории и деятельности Церкви саентологии и её основателя Лафайета Рональда Хаббарда. Впервые вышла в издательстве Tower Publications в 1971 году.

## История написания
В основу будущей книги легла статья Купер «Трагифарс саентологии» (англ. The Tragi-farce of Scientology), вышедшая в 1969 году в британском журнале Queen.
Книга вызвала резко отрицательное отношение к Купер со стороны саентологов, и впоследствии она стала не только стороной судебного разбирательства с иском на сумму $300 000 с формулировкой за «неправдивые, клеветнические и оскорбительные высказывания» в отношении истца, но и мишенью в кампании преследования, известной как операция Freakout, цель которой заключалась в том, чтобы удержать Купер от критики саентологии, отправив её «в психиатрическую больницу или тюрьму или, по крайней мере, нанести ей такой сильный удар, чтобы она прекратила свои нападки».

## Попытки саентологов запретить книгу

### Канада
Церковь саентологии Канады попыталась запретить нахождение книги в канадских библиотеках, разослав им в июне 1974 года сообщение, что если они не уберут со своих полок книги Scientology: The Now Religion, Inside Scientology: How I Joined Scientology and Became Superhuman, The Scandal of Scientology and The Mind Benders, то против них будут выдвинуты судебные иски; судебные повестки были вручены двум различным советам библиотек в Онтарио.
После получения досудебного урегулирования в размере 7500 и 500 долларов США и извинений от издательств Dell Publishing и Tower Publications, саентологии пригрозили подать в суд на любую библиотеку или книжный магазин, в которых находилась или продавалась книга. После того, как ряд канадских библиотек отказался убрать книгу со своих полок, саентологи подали на них в суд. Одна канадская библиотека сообщила о случае кражи книги.

### США
Из Нью-Йоркской публичной библиотеки на Пятой авеню в течение нескольких часов были украдены все 50 экземпляров хранившиеся там. Одна библиотека в Лос-Анджелеса из-за попыток кражи книги, держала её под замком, и читатели могли получить экземпляр для чтения только под наблюдением библиотекарей.

## Оценки
The Los Angeles Times описала работу Купер как «язвительный» взгляд на саентологию. The Charleston Gazette назвала книгу «увлекательным 220-страничным разоблачением в мягкой обложке».
Бывший саентолог Джон Атак, неоднократно ссылавшийся на Купер в своей книге «Кусочек синего неба: разоблачение саентологии, дианетики и Л. Рона Хаббарда», отметил следующее: «Я наткнулся на труднодоступный „Скандал саентологии“ Полетт Купер. Теперь я был очарован и начал собирать всё, до чего мог дотянуться — статьи из журналов, вырезки из газет, правительственные документы, всё что угодно».
Религиовед Джон Гордон Мелтон в своей «Энциклопедии американских религий» рекомендовал прочитать как книгу Купер, так и ответ саентологов на неё, для лучшего «понимания» споров вокруг саентологии.
Религиовед Хью Урбан касаясь проведения саентологическим „Опекунским управлением“ против Купер операции Freakout, отметил, что книга „Скандал саентологии“ «являлась одним из первых и наиболее разрушительных наступлений на церковь, как на опасный культ, и встретила столь же разрушительный отклик со стороны „Опекунского управления“».
Писатель и журналист Эндрю Мортон отметил, что книга Купер «по сегодняшним меркам представляла собой скромный и беспристрастный анализ культа» и что «за свои старания церковь подала против неё в общей сложности девятнадцать судебных исков».